# Jamaica Race Course
Jamaica Race Course, auch Jamaica Racetrack genannt, war eine Pferderennbahn für Englische Vollblüter des Metropolitan Jockey Club in Jamaica im Stadtbezirk Queens in New York City in den Vereinigten Staaten. 

## Geschichte
Die Rennbahn hatte eine Länge von einer Meile (1609 Meter) und wurde am 27. April 1903 mit der ersten Austragung des Excelsior Handicap eröffnet. Eugene D. Wood, einer der Gründer und der größte Anteilseigner war der erste Präsident. Die heute in Ozone Park stattfindenden Wood Memorial Stakes nach ihm benannt. Nach Woods Tod 1924 wurde Edward P. Kilroe sein Nachfolger.
Der Pferdetrainer Sunny Jim Fitzsimmons trainierte als erster auf der Anlage. Er wurde in die Hall of Fame aufgenommen. Auf der Jamaica-Rennbahn gewann am 19. April 1952 Native Dancer sein erstes Rennen. Am Memorial Day 1945 wurde ein Zuschauerrekord von 64.679 Besuchern aufgestellt.
Auf der Rennbahn wurden unter anderem folgende Rennen ausgetragen: Prioress Stakes, Frizette Stakes, Paumonok Handicap, Excelsior Handicap, Wood Memorial Stakes, Remsen Handicap, Bed O’ Roses Handicap und das Jamaica Handicap.
1955 übernahm die New York Racing Association das Management der Pferderennbahnen Jamaica Race Course, Aqueduct Racetrack, Belmont Park sowie des Saratoga Race Course. Sie renovierte den Aqueduct Racetrack. Während der vierjährigen Umbauarbeiten fanden in Jamaica die großen Rennveranstaltungen statt, danach wurde das Gelände zur Wohnbebauung verkauft. Weil die Aqueduct Racetrack im Herbst 1959 wiedereröffnet werden sollte, stellte die Rennbahn in Jamaica ihren Betrieb zum 1. August des Jahres ein und wurde im folgenden Jahr abgerissen.
An Stelle der Rennbahn befindet sich heute der Wohnkomplex Rochdale Village.

## Belege
1. ↑  Kenneth T Jackson, Lisa Keller, Nancy Flood: The encyclopedia of New York City. Hrsg.: New-York Historical Society. Yale University Press, New Haven / New York 2010, ISBN 978-0-300-18257-6 (books.google.com).
2. ↑   New Track Opens To-day In: The New York Times, 27. April 1903, S. 8. Abgerufen am 13. Oktober 2009
3. ↑   Jamaica Racing Begins Wednesday In: The New York Times, 28. September 1924, S. 4. Abgerufen am 31. März 2010
4. ↑  James Roach:  Native Dancer Captures Jamaica Youthful by 6 Lengths In: The New York Times, 24. April 1952, S. 42. Abgerufen am 11. Oktober 2009
5. 1 2  North Rochedale Playground Historical Sign. In: New York City Department of Parks & Recreation. Abgerufen am 11. Oktober 2009.
6. ↑  Joseph C. Nichols:  New Track Group Takes Over Today In: The New York Times, 5. Oktober 1955, S. 45. Abgerufen am 13. Oktober 2009
7. ↑  Joseph C. Nichols:  Track to Handle Crowds of 60,000 In: The New York Times, 27. Juni 1956, S. 39. Abgerufen am 13. Oktober 2009
8. ↑  Homer Bigart:  Moses Plans Deal on Jamaica Track In: The New York Times, 5. Oktober 1956, S. 26. Abgerufen am 13. Oktober 2009
9. ↑  Joseph C. Nichols:  Babu First as Jamaica Closes In: The New York Times, 2. August 1959, S. 1. Abgerufen am 11. Oktober 2009
10. ↑   Din of Destruction at Jamaica Replaces Thunder of Hoofbeats In: The New York Times, 24. September 1960, S. 25. Abgerufen am 13. Oktober 2009

Koordinaten: 40° 40′ 40″ N, 73° 46′ 31″ W